# Concili d'Arle del 451
El concili d'Arle fou una reunió de bisbes gals celebrada al final del 451 a la ciutat d'Arle. El concili d'Arle anava contra els errors de Nestori i Eutiques de Constantinoble, i es va fer a petició del papa Lleó I. Hi van assistir tots els bisbes de Narbonesa (excepte Constanci d'Uzès) i diversos bisbes de les províncies veïnes i van aprovar una carta del papa a Flavià de Constantinoble. El nombre total de bisbes presenta fou de 44 entre els quals Ravenni d'Arle, que fou el president, i Rústic de Narbona, que era el més antic però va cedir el rang a Ravenni (tot i la llarga disputa per la preeminència que fins aleshores tenien Arle i Narbona, segurament perquè Ravenni era el legat papal).